# Louis Petit de Lafosse Aignan
Louis Petit de Lafosse Aignan est un homme politique français né le 26 octobre 1756 à Orléans et décédé le 14 janvier 1832 à Paris.
Homme de loi avant la Révolution, il est président du tribunal d'appel d'Orléans et député du Loiret de 1803 à 1808. Il est créé chevalier d'Empire en 1808 et baron d'Empire en 1813. Il est premier président de la cour impériale d'Orléans en 1811 et prend sa retraite en 1819.